# Pepřovník

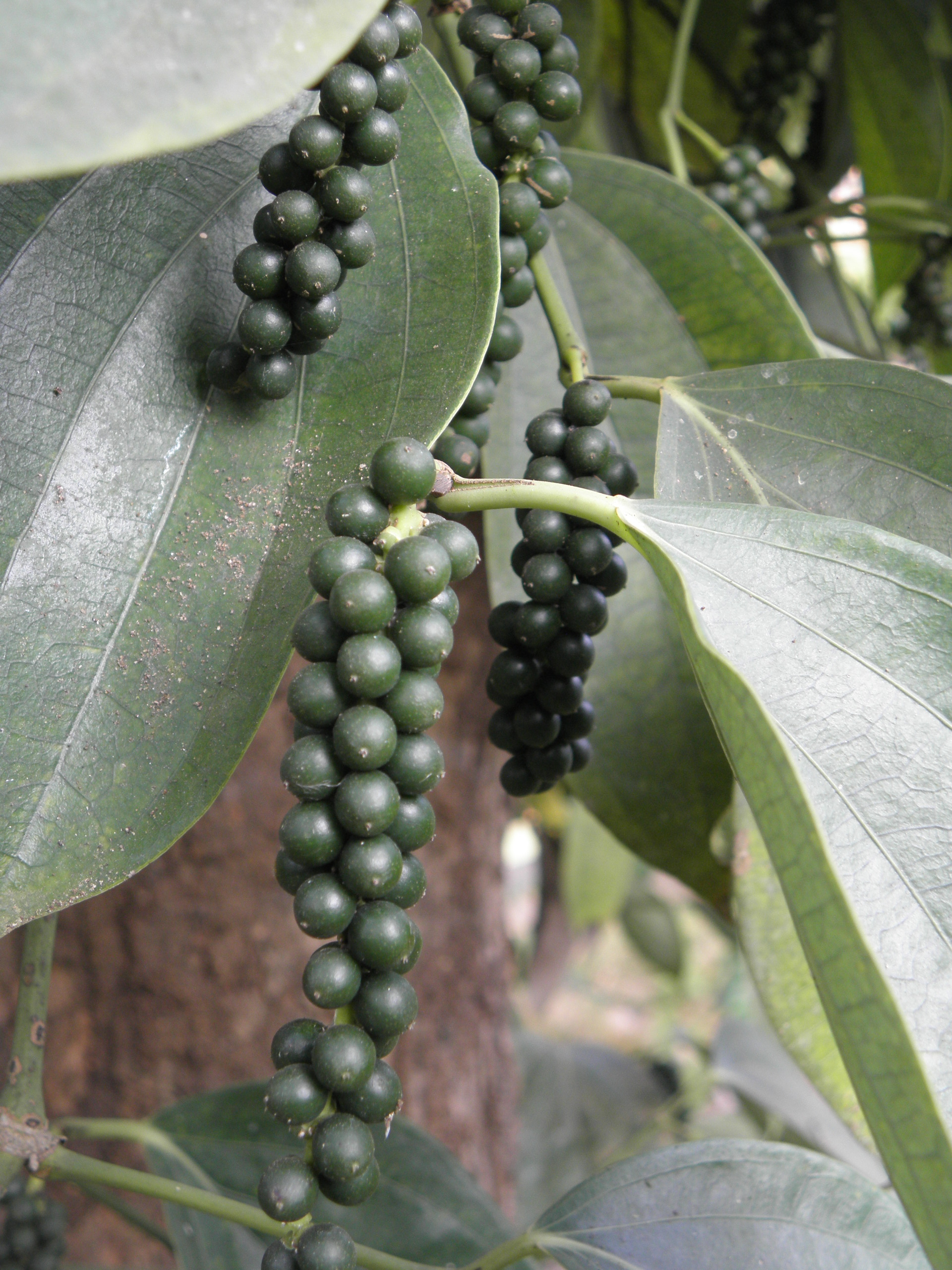
Plodenství pepřovníku černého

Pepřovník (Piper) představuje jeden z druhově nejbohatších rodů v celé rostlinné říši a hospodářsky i ekologicky významný rod v čeledi Piperaceae. Sestává z 1000 až 2000 druhů bylin, keřů (často ovíjivých), výjimečně i stromů. Listy jsou střídavé, jednoduché, celokrajné, někdy trojlaločné, obyčejně s palisty. Květy jsou přisedlé v jehnědovitých klasech, vzácně v hroznech; plod je bobule.
Podle tvoří rod asi 2000 druhů; některé jsou dominantními druhy ve svém přirozeném prostředí; nutno však dodat, že podrobný výzkum rodu stále pokračuje. Diverzita tohoto taxonu má význam pro poznání evoluce rostlin. Latinské jméno Piper a české jméno koření pepř pocházejí ze sanskrtského slova pippali, jež označovalo pepřovník a pepř dlouhý (P. longum).

## Rozšíření a ekologie
Druhy rodu Piper mají pantropické rozšíření a zpravidla se vyskytují v podrostu nížinných tropických deštných lesů, mohou se však vyskytovat i mimo les a ve vyšších polohách, např. v mlžném lese; jeden druh (P. kadsura), rostoucí v jižním Japonsku a nejjižnější Koreji, je subtropický a snáší mírný mráz. Pepřovníky jsou často dominantními druhy ve svém prostředí.
Většina druhů rodu jsou byliny nebo liány; některé rostou jako keře až malé stromy. Několik druhů, např. Piper cenocladum, žijí v mutualismu s mravenci. Plody pepřovníku rozšiřují v přírodě zejména ptáci, ale i někteří drobní plodožraví savci, např. netopýři rodu Carollia. Navzdory vysokému obsahu ochranných látek škodlivých pro býložravce si některé druhy hmyzu vytvořily odolnost a staly se škůdci na kulturách pepřovníku.
Některé druhy jsou od pradávna využívány v ájurvédské medicíně, jiné jsou zdrojem opojných látek (pepřovník opojný) nebo skýtají koření zpestřující jednotvárnou stravu. Pro uspokojení rostoucí poptávky se některé druhy (pepřovník černý) začaly pěstovat v nových oblastech a téměř průmyslovým způsobem na plantážích, mimo přirozené prostředí.
Ke zdárnému růstu, květu a vývoji plodů vyžadují pepřovníky teplo a pravidelný dostatek vláhy. V Evropě, kde se občas některé drobnější druhy pěstují jako ozdobné rostliny, není žádný druh původní.

## Popis
Jsou to vesměs aromatické polokeře, keře, malé stromky nebo velmi často liány. Jejich listy s řapíky vyrůstají střídavě ze ztlustlých uzlin, čepel mají po obvodě celokrajnou se zpeřenou nebo dlanitou žilnatinou a postranní žilky viditelně vypouklé a žebříčkovitě propojované. Mnoho druhů rodu se s ohledem na rozdílné místní podmínky vyvíjí jako různě vysoké a tvarované dřeviny a také vzhled listů a jejich zbarvení bývá variabilní; identifikace nekvetoucí rostliny je proto obtížná.
Rostliny jsou obvykle dvoudomé, méně často jednodomé. Jednopohlavné květy se vyskytují častěji než oboupohlavné a vytvářejí květenství samčí, samičí nebo smíšená. Květy jsou holé, bez okvětních lístků, mají drobné listeny a vytvářejí hustá hroznovitá nebo klasovitá květenství vyrůstající z uzlin proti listům, která jsou někdy sestavena do koncových okolíků. Samčí květenství jsou méně nápadná a jejich květy mají krátkou životnost. Oboupohlavné květy mohou obsahovat dvě až šest tyčinek s krátkými nitkami nesoucími prašníky se dvěma váčky a dále dvou- až pětiplodolistový, jednovaječný semeník se dvou- až čtyřlaločnou bliznou. Květy bývají opylovány větrem.
Plody jsou drobné, kulovité či vejčité, přisedlé nebo stopkaté, hladké, jednosemenné bobule či peckovice 1 až 3 mm velké, které ve zralosti bývají červené nebo žluté.

## Rozmnožování
Všechny druhy pepřovníku produkují velké množství plodů, jež jsou ve zralém stavu atraktivní potravou pro netopýry, semena jsou pak po průchodu jejich zažívacím traktem šířena po celém netopýřím území. Semena mají různě dlouhou dobu dormance, která je u některých druhů regulována vlhkosti, teplotou i barvou dopadajícího světla (zda má barvu slunečního světla nebo je modifikováno prostupem přes listy).
Další vývoj těchto rostlin, tvořících v podstatě podrost mohutných stromů, závisí na místě, kde zakořenily, a na nárocích jednotlivých druhů. Mnohé, ač začaly růst na místech s dostatkem světla, se v krátké době dostanou do hlubokého stínu a uhynou dříve, než stačí vykvést. Rostliny užitkových druhů bývají pěstovány na plantážích, kde v zájmu co největších výnosů je o jejich potřeby postaráno.

## Pepřovník a člověk
Mnohé pepřovníky slouží jako zahradní okrasné rostliny v subtropech a tropech. Popínavé pepřovníky mohou nahradit břečťan i v mírném pásmu. Jiné druhy, např. P. magnificum, rostou jako mohutné, husté a vzhledné keře s tuhými lesklými listy. Menší druhy, např. indonéský P. ornatum s jemnou kresbou na listech jsou vhodné jako pokojové rostliny.
Nadměrné kácení tropických pralesů ohrožuje řadu druhů pepřovníku. Důsledky takového hromadného ničení biotopů pro rod Piper nejsou známy, bylo však zjištěno, že v lesích Ekvádoru, jediném větším regionu, pro který jsou k dispozici komplexní data, je více než deset druhů na pokraji zániku. Naproti tomu jiné druhy pepřovníku, např. P. aduncum, se díky člověku značně rozšířily a v některých oblastech se staly nepříjemnými invazivními druhy.
Nejvýznamnější pro člověka však není vzhled pepřovníku, nýbrž široké spektrum látek, obsažených především v plodech.

### Koření a zelenina
Kulinární využití pepřovníku je doloženo z doby až před 9000 lety. Pepřová zrna byla nalezena v severozápadním Thajsku v odpadcích po hoabinhské kultuře. Plody byly získány spíše sběrem než pěstováním.
Užití pepře jako koření je významné v mezinárodním měřítku. V klasickém starověku již existoval čilý obchod s kořením včetně černého pepře z jižní Asie do Evropy. Apicius, sbírka receptů z doby kolem r. 400 n. l. uvádí pepř jako koření u většiny hlavních chodů. Ke konci římského impéria byl černý pepř drahý, přesto natolik dostupný, že byl používán častěji než sůl či cukr.
Počátkem středověku se obchodní cesty narušily a používání pepře poněkud pokleslo, protože se však pepř snadno skladoval a nezabíral mnoho místa, nikdy nepřestal být výnosným zbožím. Později vedly evropské mocnosti války mezi sebou a ve složitých vztazích spojenectví či nepřátelství s vládci zemí na březích Indického oceánu mj. o nadvládu nad cestou koření, v první řadě černého pepře. Dodnes je pepř ve svých třech podobách (zelený, bílý a černý) ve světovém měřítku jedním z hlavních druhů koření rostlinného původu.
Díky velkému rozšíření rodu Piper jsou i plody dalších druhů významným kořením, často v mezinárodním měřítku. Zřejmě druhým nejoblíbenějším kořením tohoto druhu je pepřovník dlouhý (P. longum), ostrostí připomínající chili; protože plody jsou velmi drobné, používá se celé plodenství. Svůj význam v obchodu s kořením měl i pepřovník kubebový (P. cubeba). Španělský král Filip IV. údajně před rokem 1640 potlačil obchod s tímto druhem, aby zvýhodnil svůj podíl na obchodu s černým pepřem. Pepř kubebový nicméně zůstává významným kořením v okolí Indického oceánu. Západoafrický pepřovník guinejský (P. guineense) je běžně používán v západoafrické kuchyni a někdy se přidává do etiopské kořenící směsi berbere. Ač byl kdysi dosti obchodován, není již tento druh mimo Afriku příliš znám.
Nejen plody rodu Piper se využívají v kuchyni. Listy pepřovníku guinejského, lokálně známé jako uziza, slouží jako zelenina k ochucení nigerijských dušených jídel. V Mexiku a okolí má několikeré využití hoja santa neboli mexický pepřový list (P. auritum). V kuchyni jihovýchodní Asie jsou významné dva druhy pepřovníku: do listů P. lolot se v Indočíně balí maso ke grilování a planý betel (P. sarmentosum) se používá jako syrová nebo vařená zelenina v malajské a thajské kuchyni. Stonky a kořeny druhu Piper chaba slouží jako koření v Bangladéši.

### Léčivo
Pepřovník kubebový (P. cubeba) je využíván v lidovém léčitelství a bylinářství a zejména ve 20. století také k aromatizaci cigaret. P. darienense využívá jako léčivo kmen Kuna v panamsko-kolumbijském pohraničí a na jiných místech se používá k intoxikaci ryb, které se pak snadno loví. Pepřovník úzkolistý (Piper angustifolium Lam., syn. P. aduncum), původem z tropické Ameriky, slouží k stavění krvácení, proti chorobám plicním a pohlavním a je zřejmě účinné desinficiens a antibiotikum. Olej z pepřovníku černého bývá užíván v bylinářství a podobně pepřovník dlouhý je uplatňován v ájurvédě jako složka v pilulkách, mj. k omlazujícím a detoxikačním účelům.
Jeden druh pepřovníku dosáhl širokého využití jako stimulans: do listů pepřovníku betelového (P. betle) se balí plátky arekového ořechu a spolu s hašeným vápnem, příp. listem gambirovníku trpkého (Uncaria gambir) tvoří tzv. betelové sousto, oblíbenou drogu zejména v jihovýchodní Asii.
Podobně i pepřovník opojný (P. methysticum), působící jako sedativum, antiseptikum a euforians, je využíván jako droga: je rozšířen v Oceánii, kde se z něho připravuje sociální nápoj zvaný kava nebo kava-kava s podobnými účinky jako alkohol a benzodiazepiny, avšak bez řady nežádoucích vedlejších účinků a s menším rizikem návyku. Od konce 20. století dochází obliby i jinde a slouží jako léčivá rostlina. Tablety připravené z celé rostliny však opakovaně vykázaly hepatotoxický účinek, a proto byla kava v řadě zemí zakázána. Tradiční příprava uklidňujícího nápoje z kořenových hlíz však zřejmě nepředstavuje žádné nebo jen malé riziko.

### Pepřovník ve vědě
Rod obsahuje řadu druhů, vhodných pro výzkum v oborech přírodopisu, molekulární biologie, chemie přírodních látek, komunitní ekologie a evoluční biologie.
Piper je modelovým rodem pro studium ekologie a evoluční biologie díky své diverzitě a ekologickému významu. Výzkum se většinou zaměřuje na hospodářsky významné druhy P. nigrum (černý pepř), P. methysticum (kava), a P. betle (betel). Studie založená na sekvenční analýze DNA nasvědčuje původ P. nigrum v Západním Ghátu v Indii.
Obligátní a fakultativní mutualismus mezi některými druhy rodu a mravenci má silný vliv na jejich biologii; díky tomu jsou ideálními systémy pro výzkum evoluce symbióz a vlivu mutualismu na biotická společenstva.
Významnými sekundárními metabolity u druhů pepřovníku jsou piperin a chavicin, poprvé izolované z pepřovníku černého, které mají údajně antibiotické vlastnosti. Předběžný výzkum prokázal antibakteriální účinek piperinu např. na druhy Staphylococcus aureus, Streptococcus mutans a žaludeční patogen Helicobacter pylori; omezuje také pronikání toxinu H. pylori do buněk žaludečního epitelu.
Významnými sekundárními metabolity pepřovníku opojného jsou kavalaktony a flavokawainy. Za hlavní hepatotoxickou látku ve stoncích a listech tohoto druhu je považován pipermethystin.

## Galerie

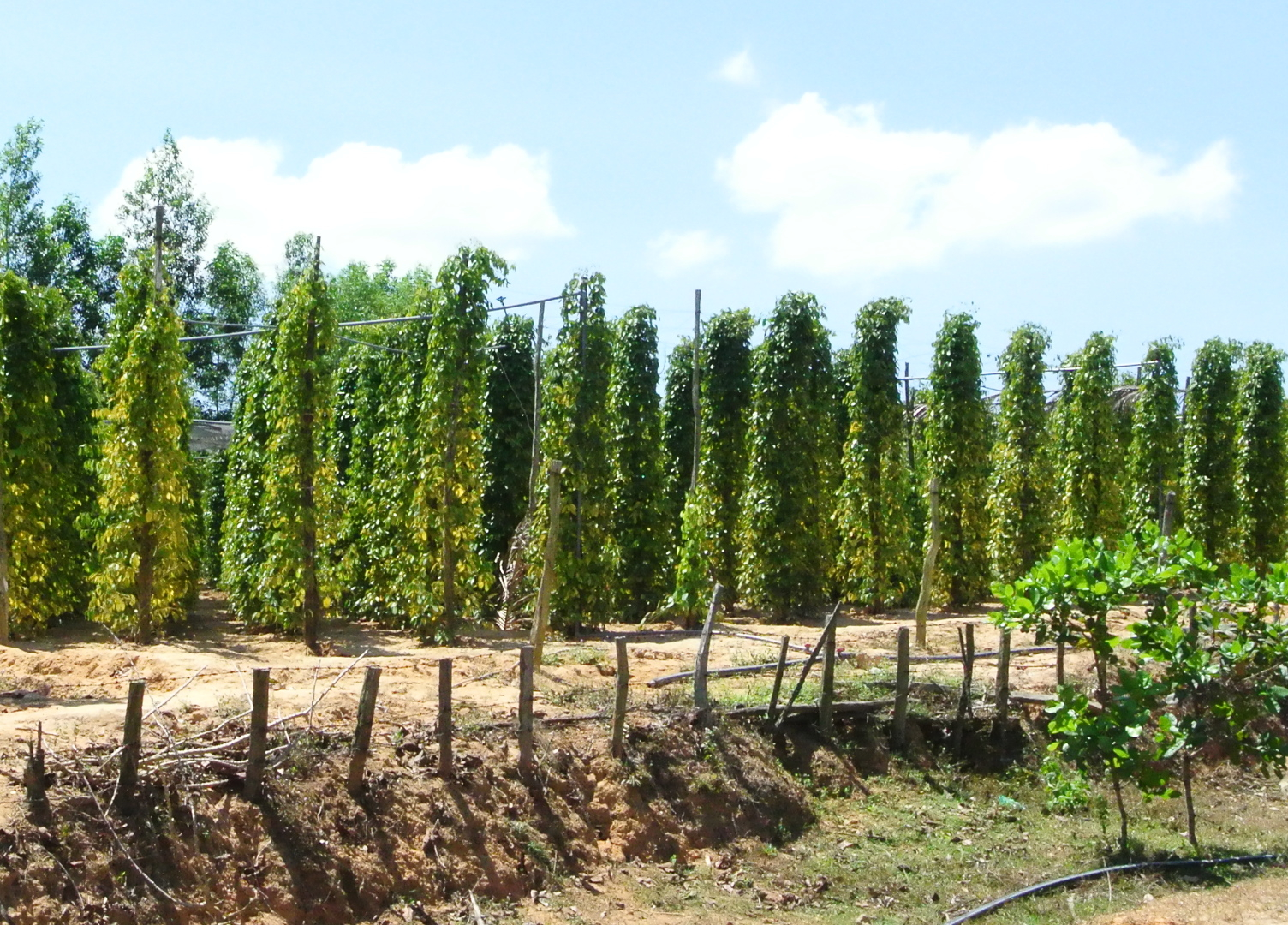
Plantáž pepřovníku černého
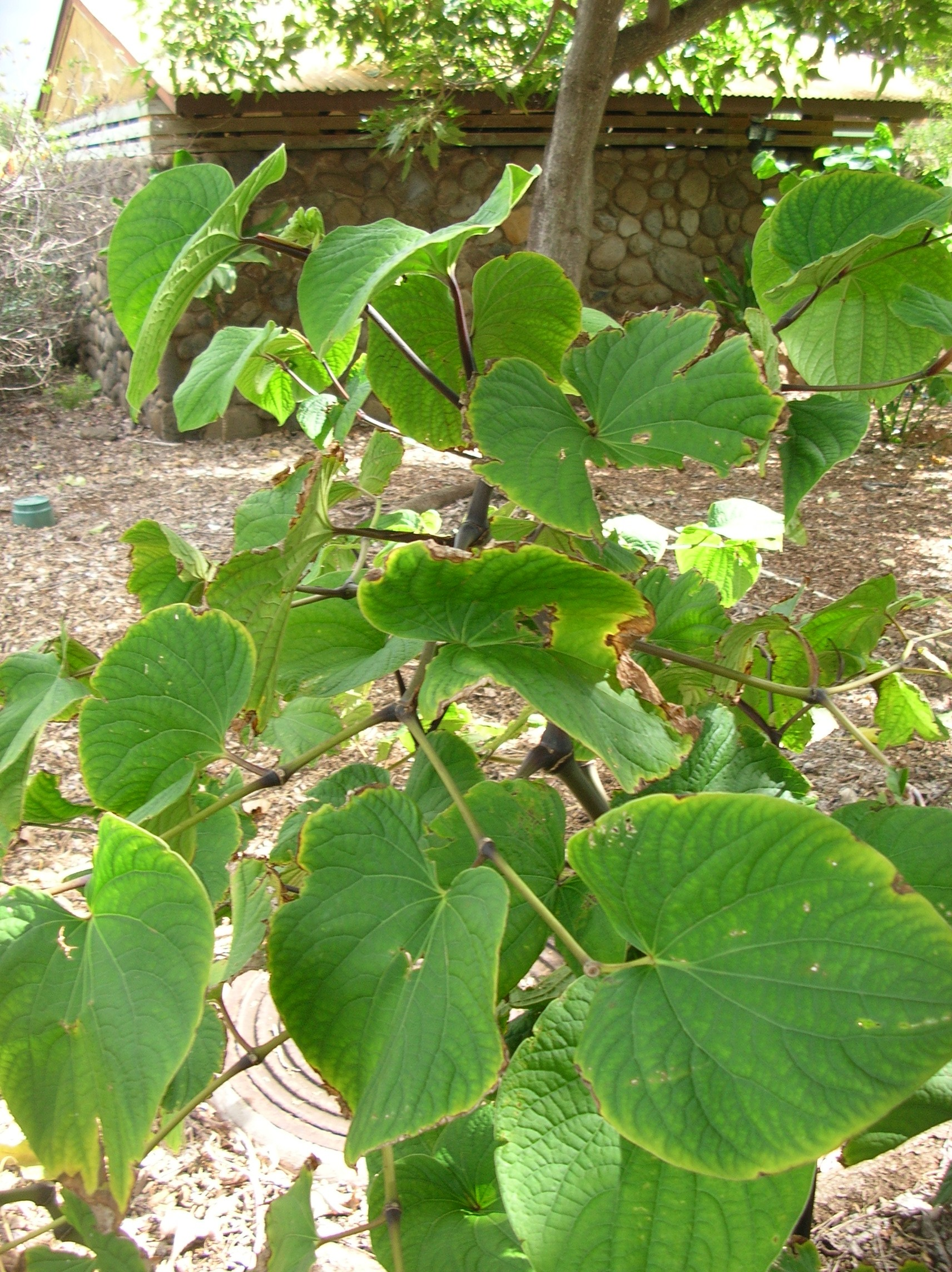
Pepřovník opojný
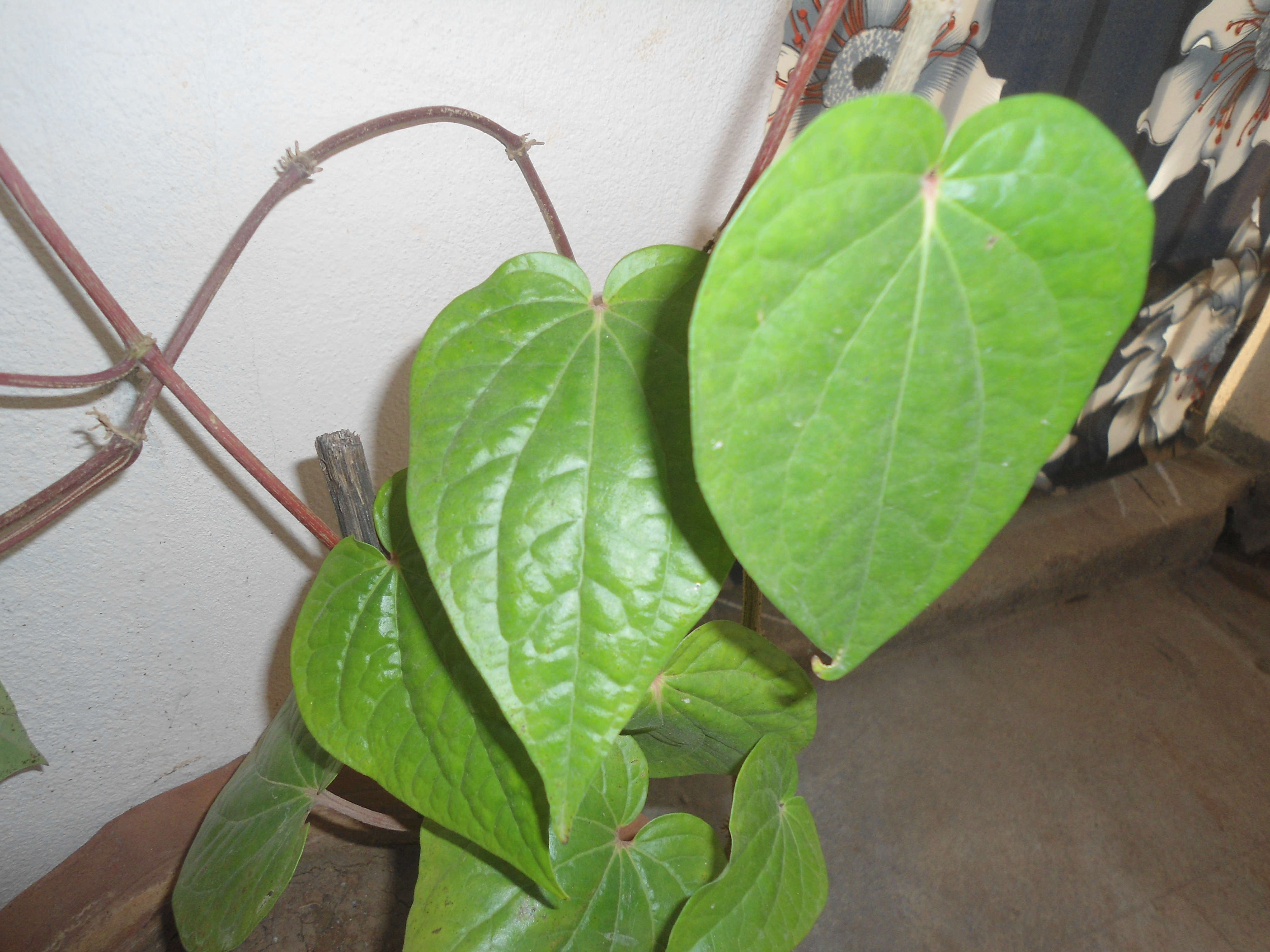
Listy pepřovníku betelového
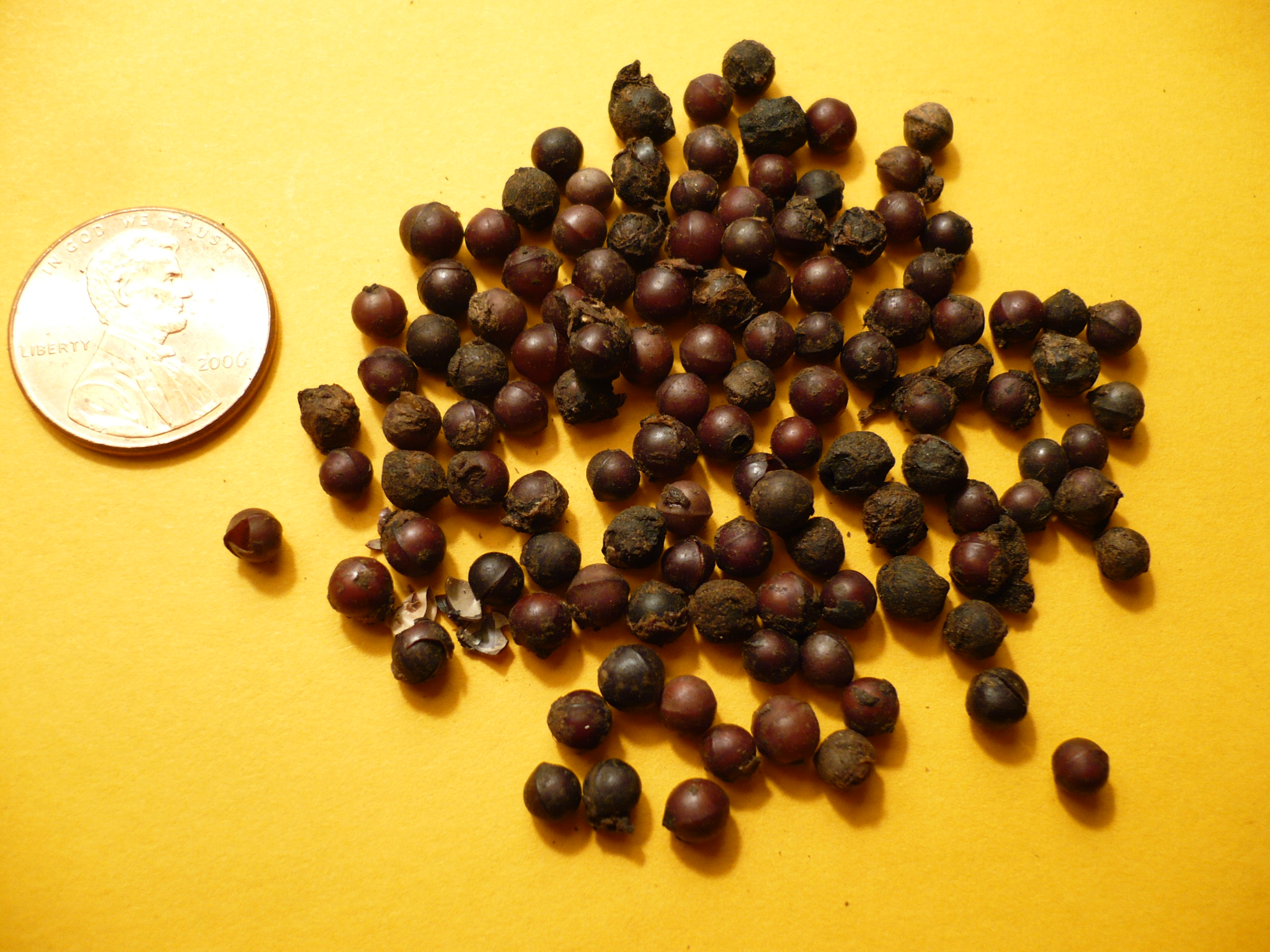
Plody pepřovníku kubebového